# Театр Терезы Дуровой
Театр Терезы Дуровой (ранее — Московский театр клоунады под руководством Терезы Дуровой (1993—2010 гг), Театриум на Серпуховке под руководством Терезы Дуровой (2010—2020 гг.)) — учреждение культуры г. Москвы. Официальное полное (зарегистрированное) наименование — Государственное бюджетное учреждение культуры города Москвы «Театриум на Серпуховке под руководством Терезы Дуровой», краткое наименование — ГБУК г. Москвы «Театр Терезы Дуровой».

## История театра
История «Театра Терезы Дуровой» началась в 1991 году с первого в России Международного фестиваля клоунов, организатором которого была Тереза Дурова. Тогда на фестиваль в Москву приехало более 300 артистов из России, Болгарии, Японии и США. Когда фестиваль закончился, часть участников предложила идею создания репертуарного театра. Так сформировалась труппа театра, который был зарегистрирован в 1991 году и в 1993 году открыл двери для публики и дал первые спектакли .
Художественным руководителем Московского театра клоунады стала Тереза Ганнибаловна Дурова, правнучка знаменитого клоуна и дрессировщика Анатолия Дурова и дочь известной дрессировщицы, народной артистки РФ Терезы Васильевны Дуровой. Тереза Ганнибаловна и сейчас занимает эту должность и является главным режиссером. Театр расположился в здании Дома Культуры Завода им. Владимира Ильича на Павловской улице.
Московский театр клоунады долгое время был единственным стационарным репертуарным театром, работающим в жанре клоунады.
С 2007 по 2019 гг. театр проводил Международный фестиваль спектаклей для детей «Гаврош», каждый сезон которого был посвящен театрам какой-либо одной страны. Были проведены сезоны Франции, Италии, Германии, Дании, Швеции, Голландии, Израиля, Польши.
В 2010 году Московский театр клоунады был переименован в «Театриум на Серпуховке под руководством Терезы Дуровой», в 2020-м — в «Театр Терезы Дуровой».
Сегодня в афише «Театра Терезы Дуровой» около 40 названий спектаклей, адресованных детской, молодежной и взрослой аудитории. В Основа репертуара — музыкальные спектакли большой формы в сопровождении живого оркестра, в составе которого и современные, и редкие этнические инструменты. Особое место занимают постановки этнической направленности, которые знакомят зрителей с культурой разных стран мира. В творческой команде работают авторы, художники, композиторы и хореографы отечественного театра. Спектакли театра неоднократно отмечались профессиональными и общественными премиями, становились участниками российских и международных фестивалей.

## Здание театра
Театриум на Серпуховке — здание, в котором с 1993 года работает «Театр Терезы Дуровой». Помимо репертуарных спектаклей «Театра Терезы Дуровой», здесь показывают антрепризные постановки, спектакли московских театров, театральных фестивалей, концертные программы. Здание, построенное в 1980 году и сохранившее свой архитектурный облик, переоборудовано в целях современного технического обеспечения спектаклей.
Имеется Большой зал на 1027 мест и малый зал на 296 мест.